# IC 1590
IC 1590 је расијано звјездано јато у сазвјежђу Касиопеја које се налази на листи објеката дубоког неба у Индекс каталогу.
Деклинација објекта је + 56° 37' 54" а ректасцензија 0h 52m 48,0s.